# Стара Коритниця
Стара Коритниця (пол. Stara Korytnica, нім. Alt Körtnitz) — село в Польщі, у гміні Каліш-Поморський Дравського повіту Західнопоморського воєводства.
Населення — 139 осіб (2011).
У 1975-1998 роках село належало до Кошалінського воєводства.

## Демографія
Демографічна структура станом на 31 березня 2011 року:
|          | Загалом | Допрацездатний вік | Працездатний вік | Постпрацездатний вік |
| -------- | ------- | ------------------ | ---------------- | -------------------- |
| Чоловіки | 66      | 16                 | 42               | 8                    |
| Жінки    | 73      | 12                 | 43               | 18                   |
| Разом    | 139     | 28                 | 85               | 26                   |